# أميركيون تونسيون
الأميركيون التونسيون هم أميركيون من أصل تونسي . تعود العلاقات الأمريكية التونسية إلى أكثر من 200 عام.

## تاريخ
قبل وصول متطوعي فيلق السلام وأميديست في أوائل الستينيات والسبعينيات، لم يكن هناك اهتمام كبير من جانب التونسيين بالهجرة إلى الولايات المتحدة. هاجر العديد من التونسيين، بما في ذلك اليهود، عندما كانت تونس تحت الحكم الفرنسي. في سنة 1981، أطلقت الولايات المتحدة برنامجها لنقل التكنولوجيا في تونس بهدف زيادة قدرة تونس على المدى الطويل على تطبيق التقنيات الجديدة لدعم تطوير اقتصاد السوق. ويهدف برنامج نقل التكنولوجيا إلى تحقيق ذلك من خلال تطوير كادر كبير من الأفراد ذوي المهارات والمواقف اللازمة لتطوير نظام سوق مفتوح تنافسي والحفاظ عليه. وقد خصصت الوكالة الأمريكية للتنمية الدولية في تونس حتى الآن خمس وأربعون مليون دولار أمريكي في إطار المشروع، ولم توزع سوى ثلاثة ملايين دولار أمريكي من هذا الإجمالي.  ومن خلال هذه الشراكة، حصل الشباب التونسيون الأذكياء على فرصة متابعة دراستهم في الولايات المتحدة. وبحلول أواخر تسعينيات القرن العشرين، بدأ عدد التونسيين في الولايات المتحدة في الارتفاع، ليصل إلى حوالي 8.000 بعد إطلاق برنامج تأشيرة الهجرة التنوع .